# Hans-Volker Niemeier
Hans-Volker Niemeier (* 11. Dezember 1940) ist ein deutscher Mathematiker.
Niemeier wurde 1968 bei Martin Kneser an der Universität Göttingen promoviert (Definite quadratische Formen der Dimension 24 und Diskriminante 1). Er war bis zur Emeritierung Professor an der Fachhochschule Furtwangen.
Niemeier klassifizierte (in seiner 1973 veröffentlichten Dissertation) die geraden, positiv-definiten unimodularen Gitter in 24 Dimensionen (darunter fällt auch das Leech-Gitter), die Niemeier-Gitter.

## Schriften
- Definite quadratische Formen der Dimension 24 und Diskriminate 1, Journal of Number Theory, Band 5, 1973, S. 142–178.
- mit Gert Böhme, Helmut Kernler,  Dieter Pflügel: Anwendungsorientierte Mathematik Band 4: Aktuelle Anwendungen der Mathematik, Springer 1989